# Вилхелм Емих Кристоф фон Изенбург-Бюдинген
Вилхелм Емих Кристоф фон Изенбург-Бюдинген (на немски: Wilhelm Emich Christoph zu Isenburg und Büdingen; * 5 октомври 1708, Бирщайн; † 31 януари 1741, Венингс в Гедерн) е наследствен принц на Изенбург и Бюдинген.

## Произход
Той е най-възрастният син на княз Волфганг Ернст I фон Изенбург-Бюдинген (1686 – 1754) и първата му съпруга графиня Фридерика Елизабет фон Лайнинген-Дагбург-Емихсбург (1681 – 1717), дъщеря на граф Емих XIV фон Лайнинген-Дагсбург-Емихсбург (1649 – 1684) и пфалцграфиня Елизабет Кристиана фон Цвайбрюкен-Ландсберг (1656 – 1707). Баща му се жени втори път 1719 г. за графиня Елизабет Шарлота фон Изенбург-Бюдинген-Мариенборн (1695 – 1723), дъщеря на граф Карл Август фон Изенбург-Бюдинген-Мариенборн (1667 – 1725) и Анна Белгика Флорентина фон Золмс-Лаубах (1663 – 1707), и трети път 1725 г. за графиня Шарлота Амалия фон Изенбург-Бюдинген-Меерхолц (1692 – 1752), вдовица на граф Ернст Карл фон Изенбург-Мариенборн (1691 – 1717), дъщеря на граф Георг Албрехт фон Изенбург-Бюдинген-Меерхолц (1664 – 1724) и Амалия Хенриета фон Сайн-Витгенщайн-Берлебург (1664 – 1733).
Вилхелм Емих Кристоф умира на 31 януари 1741 г. във Венингс (днес част от Гедерн), Хесен-Дармщат, на 32 години, и е погребан там.

## Фамилия
Вилхелм Емих Кристоф се жени на 3 май 1733 г. в Бирщайн за доведената си сестра графиня Амалия Белгика фон Изенбург-Бюдинген-Мариенборн (* 29 февруари 1716, Мариенборн; † 2 януари 1799, Бирщайн), дъщеря на граф Ернст Карл фон Изенбург-Бюдинген-Мариенборн (1691 – 1717) и Шарлота Амалия фон Изенбург-Бюдинген-Меерхолц (1692 – 1752). Тя е внучка на граф Карл Август фон Изенбург-Бюдинген-Мариенборн († 1725). Те имат 3 деца:
- Волфганг Ернст II (1735 – 1803), 2. княз на Изенбург-Бюдинген, женен I. на 20 септември 1760 г. в дворец Шаумбург за принцеса София Шарлота Ернестина фон Анхалт-Бернбург-Шаумбург-Хойм (1743 – 1781), II. на 20 август 1783 г. в Грайц за принцеса Ернестина Есперанса Виктория Ройс-Грайц (1756 – 1819)
- Карл Фридрих (1738 – 1739)
- Кристиан Мориц (1739 – 1799), майор-генерал, женен на 17 август 1782 г. в Щутгарт за Луиза Кристина Винкел (1753 – 1801)